# Шаронов, Фёдор Степанович
Фёдор Степанович Шаронов (29 июня 1912, с. Щурово, ныне в черте города Коломна Московской области — 13 февраля 1945, Струмень, Польша) — сержант Рабоче-крестьянской Красной Армии, участник Великой Отечественной войны, Герой Советского Союза (1945, посмертно). Командир орудия 623-го артиллерийского полка, 183-я стрелковая дивизия, 38-я армия, 4-й Украинский фронт.

## Биография
Родился в селе Щурово, ныне в черте города Коломна Московской области, в семье крестьянина. Русский. Член ВКП(б) с 1943 года. Окончил Подольский станкостроительный техникум.
В Красной Армии с 1935 года, с июня 1941 года на фронтах Великой Отечественной войны. Участвовал в освобождении Харькова от немецко-фашистских захватчиков.
13 февраля 1945 года в районе польского города Струмень при отражении контратаки противника с артиллерийским расчётом уничтожил танк и до 70 вражеских солдат и офицеров, погиб в этом бою.
Указом Президиума Верховного Совета СССР от 29 июня 1945 года сержанту Шаронову Фёдору Степановичу присвоено звание Героя Советского Союза с вручением ордена Ленина и медали «Золотая Звезда» (посмертно).
Награждён орденом Ленина, медалями. Похоронен в Струмене.

## Память
В городе Коломне установлен бюст Героя.